# Eliran Danin
Eliran Danin (in ebraico אלירן דנין‎?; Natanya, 29 marzo 1984) è un ex calciatore israeliano, di ruolo difensore.

## Carriera

### Club
Ha giocato nella prima divisione israeliana.

### Nazionale
Ha partecipato agli Europei Under-21 del 2007.
Il 30 maggio 2010 ha esordito in nazionale maggiore, subentrando dalla panchina in una partita amichevole persa per 3-0 contro il Cile.

## Statistiche

### Cronologia presenze e reti in nazionale
| Cronologia completa delle presenze e delle reti in nazionale ― Israele | Cronologia completa delle presenze e delle reti in nazionale ― Israele | Cronologia completa delle presenze e delle reti in nazionale ― Israele | Cronologia completa delle presenze e delle reti in nazionale ― Israele | Cronologia completa delle presenze e delle reti in nazionale ― Israele | Cronologia completa delle presenze e delle reti in nazionale ― Israele | Cronologia completa delle presenze e delle reti in nazionale ― Israele | Cronologia completa delle presenze e delle reti in nazionale ― Israele |
| Data                                                                   | Città                                                                  | In casa                                                                | Risultato                                                              | Ospiti                                                                 | Competizione                                                           | Reti                                                                   | Note                                                                   |
| ---------------------------------------------------------------------- | ---------------------------------------------------------------------- | ---------------------------------------------------------------------- | ---------------------------------------------------------------------- | ---------------------------------------------------------------------- | ---------------------------------------------------------------------- | ---------------------------------------------------------------------- | ---------------------------------------------------------------------- |
| 30-5-2010                                                              | Concepción                                                             | Cile                                                                   | 3 – 0                                                                  | Israele                                                                | Amichevole                                                             | -                                                                      | 52’                                                                    |
| Totale                                                                 |                                                                        | Presenze                                                               | 1                                                                      |                                                                        | Reti                                                                   | 0                                                                      |                                                                        |

## Palmarès

### Club

#### Competizioni nazionali
- Coppa d'Israele: 1

Beitar Gerusalemme: 2008-2009
- Coppa Toto: 2

Maccabi Haifa: 2007-2008
Beitar Gerusalemme: 2009-2010